# Vera Wang
Vera Ellen Wang (tiếng Trung: 王薇薇; bính âm: Wáng Wēiwei; sinh ngày 27 tháng 6 năm 1949, một nhà thiết kế thời trang người Mỹ gốc Hoa được sinh ra tại New York, bà từng là vận động viên trượt băng nghệ thuật. Bà nổi tiếng với thiết kế những trang phục cưới sang trọng và những bộ sưu tập váy cưới. Ngoài ra bà còn được biết đến với những bộ đồ trượt băng thanh lịch, thiết kế trang phục cho các cuộc thi và các buổi triển lãm danh tiếng.

## Tiểu sử
Vera Ellen Wang sinh ra và lớn lên tại New York. Cha mẹ bà là người gốc tại Thượng Hải nhưng sang định cư tại Hoa Kỳ vào khoảng giữa những năm 40. Mẹ bà làm phiên dịch viên cho Liên Hợp Quốc, còn cha làm chủ một công ty thuốc, Wang còn có một người em trai tên là Kenneth.
Tình yêu thời trang của Wang bắt nguồn từ những lần cùng mẹ đi xem các chương trình thời trang dành cho trẻ em. Mẹ bà là người ảnh hưởng chính đến phong cách thiết kế của Wang vì bà thường xuyên đưa con gái tới kinh đô thời trang Pari để xem trình diễn thời trang. Bà tốt nghiệp trường nữ sinh tư thục danh tiếng The Chapin School (Manhattan) năm 1967, sau đó theo học Đại học Sorbonne và tốt nghiệp ngành Lịch sử Nghệ thuật của Học viện Sarah Lawrence tại New York.
Wang bắt đầu tham gia trượt băng nghệ thuật từ năm lên 6. Khi còn học trung học, bà từng được huấn luyện bởi bộ đôi vận động viên James Stuart, và đoạt chức vô địch trượt băng toàn nước Mỹ U.S. Figure Skating Championships năm 1968 khi mới 19 tuổi. Sau đó, bà nuôi mơ ước tham gia đội tuyển Olympic Mỹ nhưng thất bại. Chính vào thời điểm này, Wang chuyển cảm hứng, đam mê từ sân băng sang sàn diễn thời trang với tư cách một nhà thiết kế. Tuy nhiên, Wang vẫn tiếp tục theo đuổi trượt băng, bà nói: "Trượt băng có rất nhiều cách."

## Đời tư
Năm 1989, bà kết hôn với chồng là Arthur Becker trong một lễ giữa hai tín ngưỡng Báp-tít và Do Thái giáo. Sau đó cả hai sống tại khu Manhattan, New York cùng hai con gái nuôi: Cecilia (sinh năm 1990) theo học Đại học Pennsylvania, và Josephine (sinh năm 1993) từng học trường The Chapin School và Đại học Harvard. Becker từng là CEO của công ty máy tính NaviSite cho đến tháng 8 năm 2010.
Tháng 6 năm 2012, công ty Vera Wang Co. tuyên bố hai người đã ly dị. Cả hai chia tay trong yên bình.

## Sự nghiệp
Năm 21 tuổi, Vera từng làm công việc bán thời gian tại cửa hàng thời trang Yves Saint Laurent ở Pari. Tại đây Wang đã có cuộc gặp gỡ tình cờ với Frances Patiky Stein - Tổng biên tập tạp chí Vouge và chia sẻ rằng: "Frances Patiky Stein đã bảo tôi hãy gọi điện cho bà khi nào tôi tốt nghiệp đại học. Tôi đã làm như thế và được nhận vào làm một trong những tạp chí chuyên nghiệp nhất về thời trang – Vogue".
Wang đã giữ chức vụ biên tập cấp cao về mảng thời trang cho tạp chí Vouge trong khoảng thời gian 17 năm. Năm 1987, bà rời Vogue sau khi không được bổ nhiệm vào vị trí Tổng biên tập tờ tạp chí này, do đó đã được Anna Wintour thay thế cho đến nay. Sau đó, Wang đã gia nhập Ralph Lauren với vị trí giám đốc thiết kế trong 2 năm.
Cũng như bất kì cô gái nào, Vera đã từng nhiều lần mơ về một đám cưới hoàn hảo với bộ váy lung linh như công chúa. Chính vì mơ ước rất con gái ấy, Vera đã thử sức mình với trang phục cưới. Năm 1990, bà đã mở một viện thiết kế của riêng mình tại khách sạn Carlyle, trên đại lộ Madison, New York và nổi tiếng với thương hiệu áo cưới mang tên mình. Váy cưới và vương miện của Vera Wang là mơ ước của các cô dâu trong ngày cưới và là biểu tượng của một đám cưới lộng lẫy

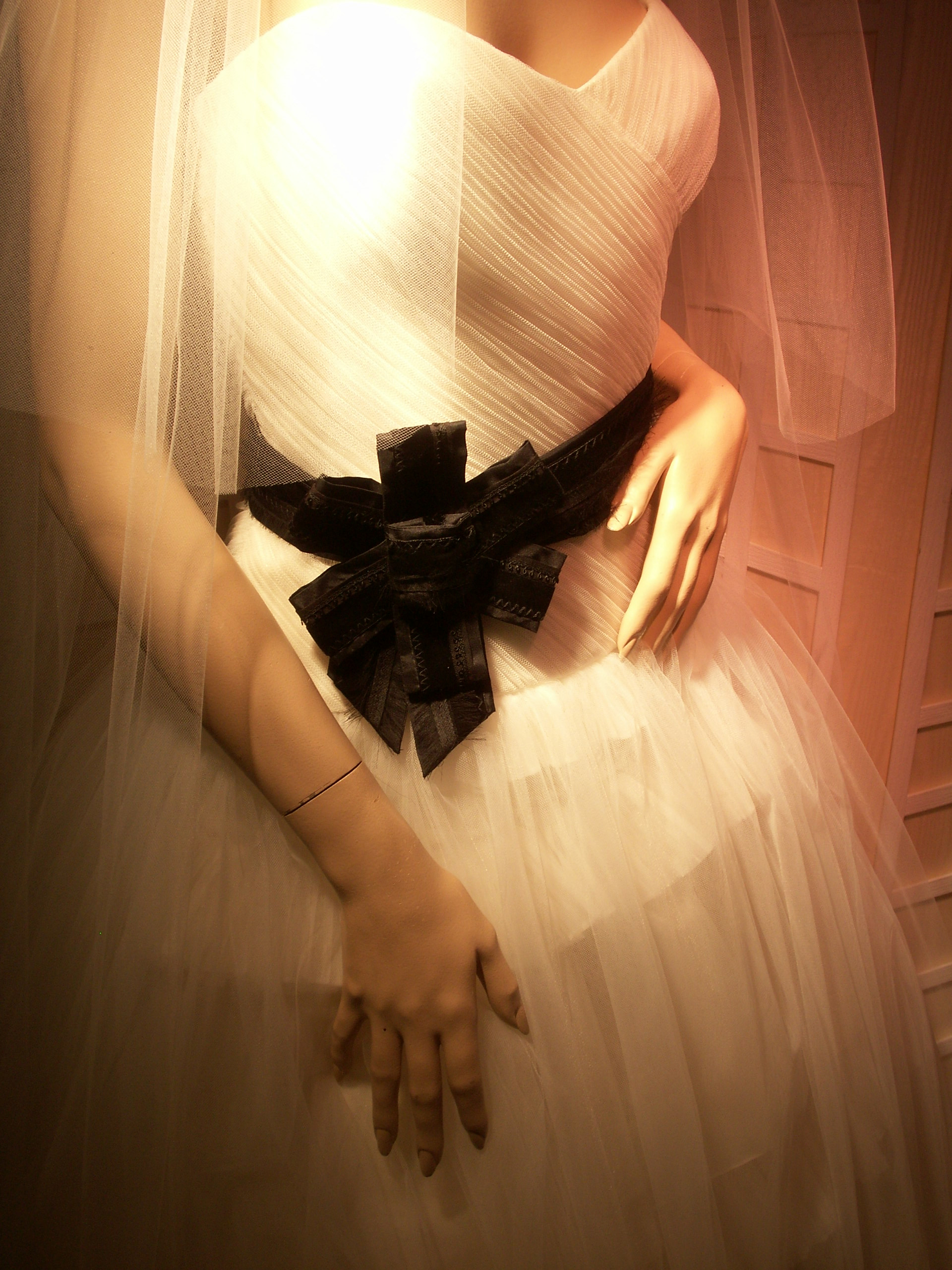
Chi tiết về chiếc áo cưới được thiết kế bởi Vera Wang

Wang cũng đã từng thiết kế áo cưới và vương miện cho các nhân vật nổi tiếng như, như Chelsea Clinton, Karenna Gore, Ivanka Trump, Campbell Brown, Alicia Keys, Mariah Carey, Victoria Beckham, Avril Lavigne, Jennifer Lopez, Jennifer Garner, Sharon Stone, Sarah Michelle Gellar, Hilary Duff, Uma Thurman, Holly Hunter, Kate Hudson, and Kim Kardashian. Trang phục dạ hội của Wang từng được diện bởi Đệ nhất phu nhân của nước Mỹ Michelle Obama..
Ngoài ra, bà cũng thiết kế trang phục cho các nghệ sĩ trượt băng, bao gồm Nancy Kerrigan, Michelle Kwan hay Evan Lysacek. Tại kì Olympic năm 1994, ngôi sao sân băng Nancy Kerrigan đã bước lên bục nhận huy chương bạc cùng với bộ trang phục do Vera Wang thiết kế. Bà còn thiết kế đồng phục hai mảnh cho đội cổ vũ nổi tiếng, Philadelphia Eagles.
Các thiết kế của Wang thường được xuất hiện ở trong nhiều lĩnh vực. Trong loạt phim truyền hình Sex and the City, Charlotte York được phát hiện mặc chiếc váy cưới hoàn hảo của Vera Wang trong đám cưới với Trey MacDougal. Cũng trong phim này, Vera Wang còn nổi tiếng với chiếc váy cưới mà Carrie Bradshaw mặc trong loạt hình chụp cho Vouge. Trong phim Bride Wars, Anne Hathaway và Kate Hudson đều mặc những bộ váy cưới được đặt làm riêng từ Vera Wang. Thiết kế của Vera Wang được lấy ý tưởng cho tập phim "The Black Vera Wang" trong chương trình truyền hình The West Wing của đài NBC.
Wang bắt đầu mở rộng ra thiết kế trang sức, kính mắt, giày dép, phụ kiện, vật dụng gia đình như ly, chén... và bắt đầu điều chế nước hoa. Ngày 23 tháng 10 năm 2001, ra mắt cuốn sách đầu tay Vera Wang và những đám cưới, cuốn sách về đám cưới, trang phục cưới và các thiết kế của Vera Wang. Tháng 6 năm 2005, bà giành giải CFDA (của Hội đồng những nhà thiết kế thời trang Mỹ) cho danh hiệu  Nhà thiết kế đồ nữ của năm. Đến ngày 27 tháng 5 năm 2006, Wang lại được chọn để trao giải thưởng cống hiến trọn đời André Leon Talley của Học viện Nghệ thuật và Thiết kế Savannah.
Vera Wang chưa bao giờ giấu khao khát muốn đưa các đường nét Á Đông vào những bộ váy cưới phương Tây bằng hoa văn đăng ten và cổ Tàu. Năm 2002, Vera Wang chính thức gia nhập làng thời trang quê nhà -Trung Quốc và khai trương bộ sưu tập Vera Wang Trung Hoa và Pha Lê gây xôn xao thị trường thời trang lớn thứ hai thế giới. Tiếp đó năm 2007 ra mắt dòng sản phẩm giá bình dân mang tên Simply Vera và được phân phối độc quyền qua hệ thống cửa hàng Kohl's.
Wang được mời tham dự giải trượt băng U.S. Figure Skating Hall of Fame năm 2009, và vinh dự được đóng góp cho nền thể thao với vai trò nhà thiết kế trang phục.
Hai mươi năm sau ngày khai trương cửa hàng áo cưới đầu tiên, Wang được trao giải Người đi tiên phong trong nghệ thuật của Hiệp hội Harvard-Radcliffe Asian American. Bà được nhận giải vào ngày 17 tháng 4 năm 2010 tại Identities, chương trình thời trang từ thiện hàng năm của Hiệp hội Harvard.
Trang phục dạ hội của Wang được các ngôi sao diện trên thảm đỏ trong nhiều sự kiện quan trọng, bao gồm có Viola Davis tại giải 2012 Academy Awards.

## Danh sách

### Phim điện ảnh
- First Daughter (2004)
- The September Issue (2009)

### Truyền hình
- Gossip Girl (2012), khách mời
- Keeping up with the Kardashians  (2011), khách mời
- Ugly Betty  (2007), khách mời

## Sách
- Vera Wang, Vera Wang on Weddings, HarperCollins, tháng 10 năm 2001 (ISBN 9780688162566).